# Tuija Helander
Tuija Kristiina Helander, nach Heirat Tuija Kristiina Kuusisto  (* 23. Mai 1961 in Eura), ist eine ehemalige finnische Leichtathletin, die sich auf den 400-Meter-Hürdenlauf spezialisiert hatte.

## Sportliche Laufbahn
Helander startete für Euran Raiku. Sie war 1977 erstmals finnische Meisterin über 400 Meter Hürden. Weitere Meistertitel auf dieser Strecke gewann sie 1980, 1982 bis 1987, 1989 und 1990. Im 400-Meter-Lauf erkämpfte sie die Meistertitel 1985 und 1987. 1983 siegte sie in der Halle über 400 Meter. Über 60 Meter Hürden gewann sie die Hallentitel 1985, 1987, 1989 und 1990.
Bei den Weltmeisterschaften 1983 in Helsinki war Helander im 400-Meter-Hürdenlauf die einzige Vertreterin ihres Landes und schied im Vorlauf aus. Im Jahr darauf erreichte sie das Finale bei den Olympischen Spielen 1984 in Los Angeles und wurde Siebte in 56,55 Sekunden. 1986 bei den Europameisterschaften in Stuttgart schied Helander in 56,21 Sekunden als Zehnte im Halbfinale aus. Bei den Weltmeisterschaften 1987 in Rom verbesserte sie sich im Halbfinale auf 54,76 Sekunden. Im Endlauf unterbot sie diese Zeit noch einmal und belegte in 54,62 Sekunden den fünften Platz. 1990 bei den Europameisterschaften in Split schied sie über 400 Meter Hürden mit 56,04 Sekunden als Neunte im Halbfinale aus, ihr fehlten 0,12 Sekunden für den Finaleinzug. Die finnische 4-mal-400-Meter-Staffel mit Anna Suuräkki, Tuija Helander-Kuusisto, Satu Jääskäläinen und Sonja Finell erreichte das Finale mit der achtschnellsten Vorlaufzeit von 3:31,42 Sekunden. Im Finale gelang den vier Finninnen diese Zeit nicht noch einmal und sie belegten den achten Platz.

## Persönliche Bestleistungen
- 400 Meter: 52,99 Sekunden, 15. August 1987 in Kuopio
- 400 Meter Hürden: 54,62 Sekunden, 3. September 1987 in Rom